# Hans-Joachim Mack
Hans-Joachim Mack (* 30. März 1928 in Bischofsburg; † 6. April 2008 in Barsinghausen) war ein General des Heeres der Bundeswehr. Er war von 1984 bis zu seiner Pensionierung 1987 Stellvertretender NATO-Oberbefehlshaber (Deputy Supreme Allied Commander Europe).

## Leben
Mack wurde 1928 in Ostpreußen als Sohn eines kaufmännischen Angestellten geboren und besuchte in seinem Geburtsort die Oberschule. Das Abitur konnte er kriegsbedingt nicht abschließen, was er nach Kriegsende aber nachholte. Er diente zum Ende des Zweiten Weltkriegs als Flakhelfer.
Nach bestandenem Abitur trat er am 1. Oktober 1952 in Dannenberg der Freiwilligentruppen des Bundesgrenzschutzes (BGS) im Kommandobereich Nord bei und erhielt den Vorschlag für die Offizierslaufbahn.
Am 1. Juli 1956 wurde er als Fähnrich in die Bundeswehr übernommen. Nach der Beförderung zum Leutnant als Zugführer und Kompaniechef in einem Panzerbataillon eingesetzt, absolvierte er von 1962 bis 1964 den fünften Generalstabslehrgang an der Führungsakademie der Bundeswehr in Hamburg, u. a. mit Wolfgang Altenburg und Hansgeorg Model. Anschließend kam er für vier Jahre als G3 zur Panzerbrigade 12. Zum Major befördert war er bis 1970 Führer des Panzerbataillons 303. Dann wurde er G3 beim Deutschen Anteil von SHAPE. Von Oktober 1972 bis März 1975 kommandierte Oberstleutnant Mack, später als Oberst, die Panzerbrigade 14 in Koblenz. Mit seiner Beförderung zum Brigadegeneral Anfang April 1975 war er bis Ende März 1978 Kommandeur der Kampftruppenschule 2 und Fachschule des Heeres für Erziehung in Munster (Niedersachsen). Im April 1978 zum Generalmajor befördert, übernahm er als Kommandeur die 6. Panzergrenadierdivision in Neumünster. Danach war er vom 1. Oktober 1979 bis zum 31. März 1981 Chef des Stabes im Führungsstab des Heeres (FüH).
Von April 1981 bis 1983 diente er als stellvertretender Stabschef „Planungen“ im NATO-Hauptquartier SHAPE in Brüssel. Später wurde er zum Generalleutnant befördert. Von April 1983 bis März 1984 war er als Nachfolger von Wolfgang Altenburg der Kommandierende General des III. Korps in Koblenz. Unter seinem Kommando wurde im Herbst 1983 das internationale Militärmanöver Wehrhafte Löwen 83 durchgeführt. Am 1. April 1984 wurde Mack zum General befördert und übernahm von dem aufgrund der Kießling-Affäre in den vorzeitigen Ruhestand versetzten General Günter Kießling den Posten des Stellvertreters des NATO-Oberbefehlshabers (Deputy Supreme Allied Commander Europe).
Am 1. Oktober 1987 wurde er von General Eberhard Eimler bei der NATO abgelöst.
1985 wurde Mack mit dem Großen Verdienstkreuz ausgezeichnet, 1987 wurde ihm das Große Verdienstkreuz mit Stern verliehen.